# Шахруддін Магомедалієв
Шахруддін Магомедович Магомедалієв (азерб. Məhəmmədəliyev Şahruddin Məhəmməd oğlu, нар. 12 червня 1994, Махачкала, Росія) — азербайджанський футболіст, воротар клубу «Карабах» та національної збірної Азербайджану.

## Ігрова кар'єра

### Клубна
Шахруддін Магомедалієв є вихованцем деяких клубів з Росії та Дагестану. Професійну кар'єру почав у лютому 2014 року, коли зіграв першу гру в чемпіонаті Азербайджану в складі команди «Сумгаїт».
В січні 2016 року Магомедалієв підписав перший контракт з клубом «Карабах» і вже через місяць дебютував у складі нової команди в чемпіонаті країни. 20 травня 2019 року воротар підписав з клубом новий контракт на три роки.
В грудні 2019 року відбувся дебют Магомедалієва на міжнародному рівні - він провів гру в груповому раунді Ліги Європи проти люксембурзького клубу «Ф91 Дюделанж».
Сезон 2023/24 воротар провів в турецькому клубі «Адана Демірспор» та влітку 2024 року повернувся до «Карабаха», підписавши з клубом новий контракт. За часи виступів в складі «Карабаха» Магомедалієв виграв сім титулів чемпіона Азербайджану та три національних кубка.

### Збірна
13 жовтня 2020 року у матчі Ліги націй проти команди Кіпру Шахруддін Магомедалієв дебютував у складі національної збірної Азербайджану.

## Титули
Карабах
 Чемпіон Азербайджану (8): 2015/16, 2016/17, 2017/18, 2018/19, 2019/20, 2021/22, 2022/23, 2024/25
 Переможець Кубка Азербайджану (3): 2015/16, 2016/17, 2021/22
Азербайджан (U-23)
 Ісламські ігри солідарності: 2017